# يوهان آدم شميت
يوهان آدم شميت (بالألمانية: Johann Adam Schmidt)‏ هو طبيب عيون وجراح ألماني، ولد في 12 أكتوبر 1759 في آوب في ألمانيا، وتوفي في 19 فبراير 1809 في فيينا في النمسا.